# هری سینکلر
هری سینکلر (انگلیسی: Harry Ford Sinclair; ۶ ژوئیهٔ ۱۸۷۶ – ۱۰ نوامبر ۱۹۵۶) داروساز و کارآفرین اهل ایالات متحده آمریکا بود، که در سال ۱۹۱۶ شرکت سینکلر اویل را تأسیس کرد.